# 18-idrossicorticosterone
Il 18-idrossicorticosterone è un composto chimico di formula C21H30O5 che in condizioni standard si presenta in fase solida.

## Storia
Il composto è stato isolato per la prima volta nel 1960 dal tessuto surrenale della rana toro e il corrispondente lattone dal surrene del maiale.

## Caratteristiche strutturali e fisiche
Si tratta di uno steroide derivato dal corticosterone.

## Reattività e caratteristiche chimiche
Si tratta di un composto labile a causa della vicinanza del gruppo ossidrile con le funzioni ossigenate dei carboni C-11, C-17 e C-20.

## Biochimica
Si tratta di un ormone steroideo presente nelle ghiandole surrenali nel fluido extracellulare e a livello della membrana. Il composto partecipa ad oltre 200 reazioni metaboliche. Non ci sono differenze tra i sessi nella concentrazione di questo steroide, tuttavia, la stimolazione con ACTH aumenta la concentrazione plasmatica di 18-idrossicorticosterone, mentre il desametasone ne riduce la produzione.
Il 18-idrossicorticosterone funge da intermedio nella sintesi dell'aldosterone mediante l'enzima aldosterone sintasi nella zona glomerulosa. Ha una bassa affinità per il recettore dei mineralcorticoidi.Le concentrazioni sieriche del composto aumentano con una maggiore sintesi di aldosterone, dovuta alla deplezione di sodio e all'infusione di angiotensina II.

### Biosintesi
Il composto viene sintetizzato dal corticosterone dall'enzima CYP11B2, sebbene piccole quantità possano essere prodotte anche dall'11β-idrossilasi. Il corticosterone viene convertito in 18-idrossicorticosterone attraverso due passaggi: 18-idrossilazione e 18-ossidazione.

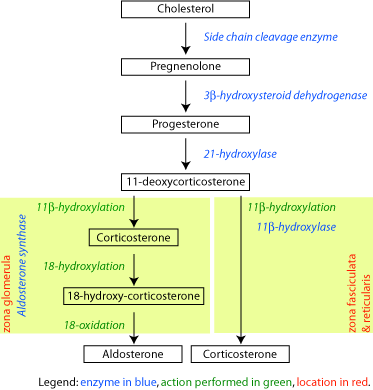
Via di biosintesi dei corticosteroidi nel ratto

## Farmacologia e tossicologia

### Effetti del composto e usi clinici
Nei ratti surrenalectomizzati, è stato riscontrato che la dose fisiologica di 18-idrossicorticosterone ha effetti positivi su uno scambiatore di Na+/K+ dei microvilli, simile al corticosterone. Una concentrazione elevata di 18-idrossicorticosterone ha la capacità di stimolare l'assorbimento elettrogenico di Na+, sebbene il valore di Km calcolato sia al di fuori dell'intervallo fisiologico per i corticosteroidi.

### Tossicologia
L'accumulo di 18-idrossicorticosterone in un determinato organo è stato dimostrato essere tossico per il corpo. Livelli cronicamente elevati di 18-idrossicorticosterone sono associati ad almeno 3 errori congeniti del metabolismo, tra cui: iperplasia surrenalica di tipo 5, carenza di corticosterone metil ossidasi I e carenza di corticosterone metil ossidasi II.

## Patologie
- Iperaldosteronismo[7]